# Eisenbahnunfall von Piotrków Trybunalski
Am Eisenbahnunfall von Piotrków Trybunalski am 9. Oktober 1962 bei Piotrków Trybunalski waren zwei internationale Schnellzüge beteiligt. 34 Menschen starben.

## Unfallhergang
Drei Wagen eines Zuges von Sofia nach Warschau entgleisten auf der zweigleisigen Eisenbahnstrecke Warschau–Tschenstochau. Sie beschädigten dabei auch das benachbarte Gleis und ragten in dessen Lichtraumprofil. Dieses Gleis befuhr kurz darauf der Schnellzug von Rom nach Moskau und prallte mit einer Geschwindigkeit von 105 km/h auf die Fahrzeuge des ersten Zuges. Dabei entgleisten 16 Personenwagen.